# Парламентські вибори в Сан-Марино 1959
Парламентські вибори в Сан-Марино проходили 13 вересня 1959 року.
Християнсько-демократична партія залишилася найбільшою партією Генеральної ради Сан-Марино, отримавши 27 із 60 місць, що дозволило їй сформувати парламентську більшість з Незалежною демократичною соціалістичною партією.

## Результати
| Партія                                      | Голоси | %    | Місць | +/– |
| ------------------------------------------- | ------ | ---- | ----- | --- |
| Християнсько-демократична партія            | 2 815  | 44,3 | 27    | +4  |
| Комуністична партія                         | 1 653  | 26,0 | 16    | -3  |
| Незалежна демократична соціалістична партія | 1 014  | 15,9 | 9     | +7  |
| Соціалістична партія                        | 878    | 13,8 | 8     | -8  |
| Недійсних/порожніх бюлетенів                | 83     | –    | –     | –   |
| Всього                                      | 6 443  | 100  | 60    | 0   |
| Зареєстрованих виборців/ Явка               | 7 514  | 85,7 | –     | –   |
| Джерело: Nohlen & Stöver                    |        |      |       |     |